# FTSE Group
Die FTSE Group (gesellschaftsrechtlich FTSE International Limited) ist ein britisches Unternehmen mit Firmensitz in Canary Wharf, einem bekannten Bürogebäudekomplex in London. Weitere Geschäftsstellen befinden sich unter anderem in Frankfurt, Hongkong, Madrid, Mailand, New York, Paris, Peking, San Francisco, Sydney, Tokyo und Toronto. Die Abkürzung FTSE steht für "Financial Times Stock Exchange".
Die FTSE wurde 1995 als Joint Venture der Financial Times und der Londoner Börse gegründet und ist heute ein Tochterunternehmen der London Stock Exchange.

## Finanzindizes
Das Unternehmen hat sich auf die Bereitstellung von verschiedenen Finanzindizes spezialisiert. Insgesamt werden von der FTSE mehr als 200.000 verschiedene Indizes angeboten. Bedeutende Aktienindizes des Unternehmens sind:
- FTSE All-World Index (enthält mehr als 4100 Werte aus 49 Ländern)[2]
- FTSE 100 Index („Footsie“)
- FTSE 250 Index
- FTSE 350 Index
- FTSE4Good (Umwelt, Sozial; seit 2001)[3][4]
- FTSE/Athex 20
- FTSE Bursa Malaysia KLCI
- FTSE/JSE All-Share Index
- FTSE MIB